# Temelucha elongata
Temelucha elongata är en stekelart som beskrevs av Kolarov 1995. Temelucha elongata ingår i släktet Temelucha och familjen brokparasitsteklar. Inga underarter finns listade i Catalogue of Life.